# Fornaci (Brescia)
Fornaci (Furnàs in dialetto bresciano) è una frazione, suddivisa tra i comuni di Brescia, Castel Mella e Flero. La parte bresciana è organizzata in quartiere.

## Geografia fisica
Il territorio è pianeggiante ed è solcato da alcune seriole, come i due rami del Fiume Grande Inferiore - quello delle Fornaci e quello di Verziano - le cui acque derivano dal fiume Mella, dal Garzetta delle Fornaci, derivata dal torrente Garza.
I confini del quartiere di Brescia sono delimitati a ovest, dal fiume Mella; a nord, da via Francesco Perotti e dalla campagna che lo separa dai quartieri di Chiesanuova e Villaggio Sereno; a est, dalla campagna che lo separa dal quartiere di Folzano. Il quartiere comprende anche le località del Serpente e di Verziano.
A sud del quartiere cittadino si sviluppa la parte della frazione suddivisa fra i due comuni di Castel Mella e Flero, separate tra loro dalla strada provinciale IX quinzanese, a sua volta affiancata a est dal vaso Garzetta delle Fornaci e a ovest dal Fiume Grande delle Fornaci.

## Origini del nome
Il toponimo deriva dall'antica presenza di fornaci il cui insediamento era stato favorito dalla presenza di terreni argillosi e da corsi d'acqua.

## Storia
Alle Fornaci sono stati trovati dei reperti di epoca romana. La prima testimonianza scritta della località risale al 843 su un documento del Vescovo di Brescia Ramperto che riconosceva ai monaci di San Faustino Maggiore i terreni delle fornaci verso Flero.
Nel Cinquecento, il borgo si sviluppò attorno a un convento del Terzo ordine regolare di San Francesco che nel 1519 iniziò la costruzione della chiesa di San Rocco. Nel corso del Seicento, i frati si spostarono presso un nuovo convento a Porta Pile. La chiesa restò dipendente dalla vicina parrocchiale di Verziano: solo nel 1816, un decreto vescovile le riconobbe l'autonomia.
Alla fine del Settecento, l'arrivo dei rivoluzionari francesi portò alla costituzione della Repubblica Bresciana (1797) presto sostituita dalla Cisalpina (1797-1802) e dall'Italiana (1802-1805). Nel maggio 1797, Fornaci fu indicato come luogo appartenente alle "Chiusure a sera della Garza fuori di Porta San Nazzaro" del Cantone di Garza Occidentale. Nel maggio 1798, fu assegnato al distretto del Garza Occidentale, mentre a settembre passò al Distretto Centrale, entrambi appartenenti al Dipartimento del Mella.
Dopo una parentesi dovuta all'occupazione militare austro-russa, con la legge 23 fiorile anno IX (13 maggio 1801), fu riorganizzata la Seconda repubblica cisalpina e Fornaci fu inserito nel Distretto I di Brescia, sempre del Dipartimento del Mella. Nel giugno 1805, nel corso del riassetto amministrativo del napoleonico Regno d'Italia fu annesso a Brescia.
A partire dal 1º maggio 1816, con la riorganizzazione amministrativa del Regno Lombardo-Veneto prevista dalla notificazione 12 febbraio 1816, Fornaci divenne frazione del comune di San Nazzaro e ne seguì le sortì anche sotto il Regno di Sardegna (1859-61) sia sotto il Regno d'Italia. Il 1º luglio 1880, con la soppressione di San Nazzaro, Fornaci divenne frazione di Brescia.
A cavallo degli anni Sessanta e Settanta del Novecento, Fornaci fu una delle prime frazioni di Brescia dove sorse un comitato di quartiere sulla falsariga di esperienze autonome di autogoverno di prossimità nate in altre zone periferiche del comune. Un dibattito pubblico seguì la loro formazione e, nel luglio 1972, il consiglio comunale votò per istituire trenta consigli di quartiere. Questi nuovi organi di prossimità si insediarono in tempi diversi tra il 1973 e il 1974 e per un periodo sperimentale di diciotto mesi: le elezioni del consiglio di Fornaci si tennero il 16 giugno 1974.
Nel 1977, la Giunta Trebeschi recepì la legge 278/1976, riorganizzando i quartieri in nove circoscrizioni. Fornaci fu assegnato alla Quinta circoscrizione, assieme a Chiesanuova e Villaggio Sereno.
Trent'anni dopo, la Giunta Corsini ridusse il numero delle circoscrizioni portandole da nove a cinque e Fornaci fu assegnato alla nuova Circoscrizione Sud che univa le precedenti Quinta e Sesta e il quartiere di Porta Cremona-Volta. Nel 2014, a seguito dell'abolizione delle circoscrizioni per i nuovi limiti imposti dalla legge 191/2009, la Giunta Del Bono decise di ricostituire gli organismi di rappresentanza dei quartieri. Le prime elezioni del consiglio di quartiere si tennero in tutta la città il 14 ottobre 2014.

## Monumenti e luoghi d'interesse

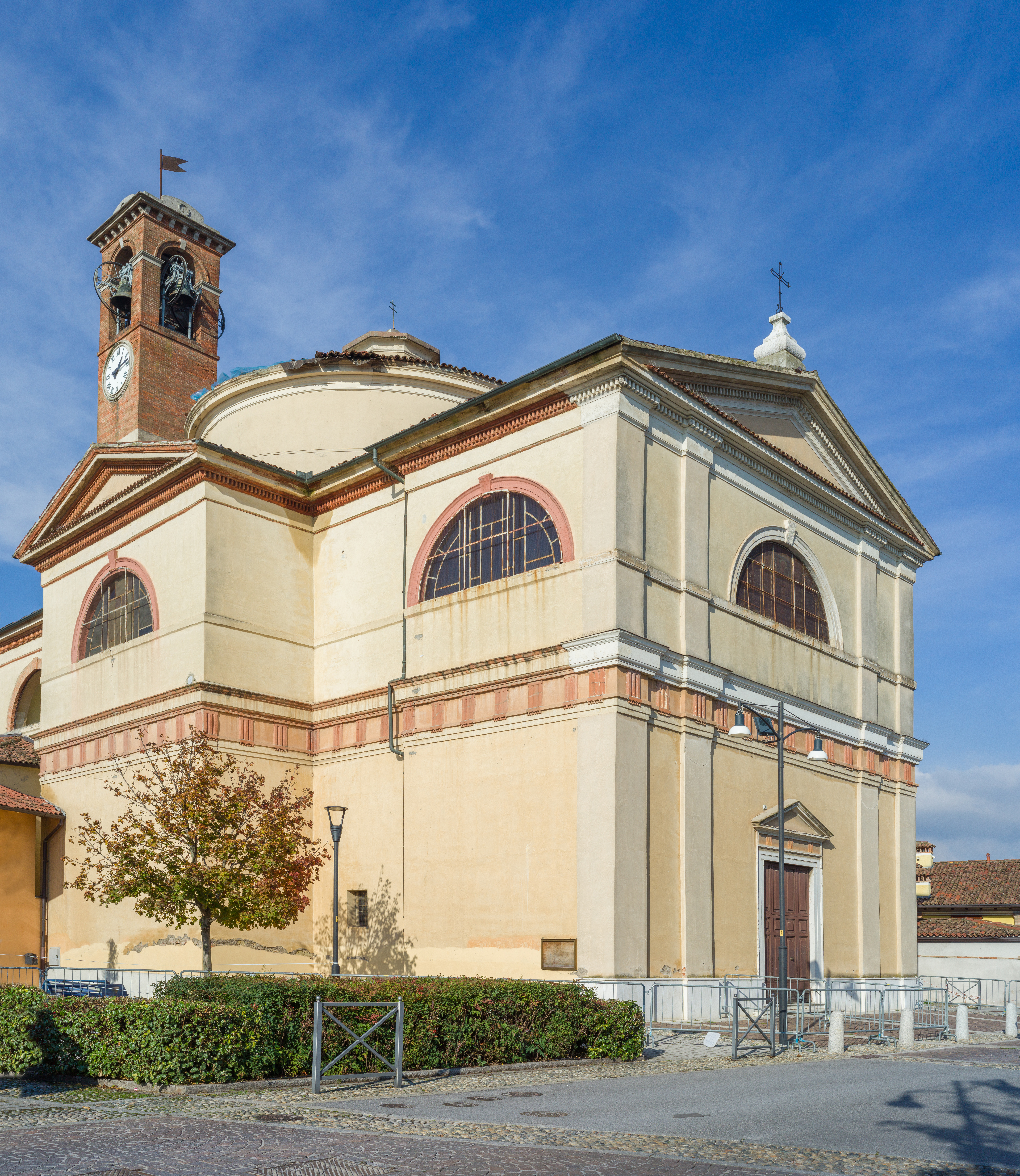
La chiesa di san Rocco

### Architetture religiose

#### Chiesa parrocchiale di san Rocco
L'attuale costruzione, a pianta di croce greca, è di origine ottocentesca in sostituzione della precedente fabbrica cinquecentesca. Di quest'ultima rimane un piccolo affresco e altre tracce presso la cappella sinistra.
All'interno, solo presenti un dipinto di Madonna col Bambino e una tela con i santi Carlo Borromeo, Bernardino da Siena e san Rocco, entrambe del Seicento.
Le decorazioni della cupola sono opera di Vittorio Trainini.

#### Chiesa di san Nicola
Dell'attuale edificio resta poco dell'antico monastero: la facciata è secentesca, mentre l'interno è a croce latina e a tre navate.
Una soasa affrescata rappresenta la Natività della Beata Vergine Maria, dove la culla è centrale e vi convergono i santi Anna e Gioacchino. La pala d'altare è dedicata all'Ultima cena ed è di epoca cinquecentesca. Nella navata centrale è presente una statua di san Nicola sotto la quale è presente un'epigrafe che ricorda la consacrazione della chiesa.

### Architetture civili

Corpo principale della Villa Pellizzari di Meduna

- Villa Onofri[5]
- Villa Pellizzari di Meduna[5]

### Aree naturali
- parco Boninsegna[22]

## Infrastrutture e trasporti
Fornaci è servita dalla linea 17 (Castel Mella-Ospedale Civile) della rete dei trasporti pubblici di Brescia e hinterland, gestita da Brescia Trasporti e da Arriva Italia. L'area industriale di Girelli, appartenente in parte al quartiere, è servita dalla linea 15 (Europa-Mompiano-Noce-Girelli).
Tra il 1914 e il 1948, Fornaci ebbe una stazione tranviaria sulla linea extraurbana Brescia-Ostiano.

### Storia locale
- Lisa Cesco, Diego Serino, 30 anni di partecipazione: l'esperienza delle circoscrizioni a Brescia. Circoscrizione Sud, Brescia, Comune di Brescia, 2010.
- Maurillio Lovatti, Marco Fenaroli, Governare la città. Movimento dei quartieri e forze politiche a Brescia 1967-77, Brescia, Nuova ricerca editrice, 1978.
- Mauro Oliva, Il tram della Bassa Bresciana. La storia della Brescia-Ostiano/Gambara, Brescia, Trenidicarta.it, 2018.

### Storia amministrativa
- Raccolta dei decreti del Governo provvisorio bresciano e di altre carte pubblicate a quell'epoca colle stampe. Volume secondo, Brescia, Tipografia dipartimentale del Mella, 1804.
- Raccolta delle leggi, proclami, ordini ed avvisi nell'anno VI Repubblicano. Tomo V, Milano, Luigi Velandini, 1798.
- Raccolta delle leggi, proclami, ordini ed avvisi nell'anno VII Repubblicano. Tomo VI, Milano, Luigi Velandini, 1798.
- Raccolta delle leggi, proclami, ordini ed avvisi. Pubblicati in Milano dal giorno 13 Pratile anno VIII, epoca del ritorno dell'Armata Francese in questa città. Tomo II.
- Bollettino delle leggi del Regno d'Italia. Parte Prima. Dal I gennaio al 30 giugno 1805, Milano, Stamperia Reale, 1805.
- Atti del Governo di Lombardia. Parte Prima. Dal 1° Gennajo al 30 Giugno 1816, Milano, Imperial Regia Stamperia, 1816.
- Collezione celerifera delle leggi, decreti, istruzioni e circolari pubblicate nell'anno 1859, Torino, Stamperia Reale, 1860.
- Le elezioni dei Consigli di Quartiere a Brescia nel 2014 (PDF), su comune.brescia.it.